# 第14回ロサンゼルス映画批評家協会賞
第14回ロサンゼルス映画批評家協会賞は、ロサンゼルス映画批評家協会によって1988年の映画に贈られた映画賞である。12月10日に発表され、授賞式は1989年1月24日行われた。

## 受賞
- 主演男優賞: 
  - トム・ハンクス – 『ビッグ』、『パンチライン』

- 主演女優賞:
  - クリスティーン・ラーティ – 『旅立ちの時』

- 撮影賞:
  - 『ベルリン・天使の詩』 - アンリ・アルカン

- 監督賞: 
  - デヴィッド・クローネンバーグ - 『戦慄の絆』

- ドキュメンタリー賞: 
  - 『ホテル・テルミニュス 戦犯クラウス・バルビーの生涯』

- 作品賞:
  - Little Dorrit

- 外国映画賞:
  - 『ベルリン・天使の詩』 ( 西ドイツ フランス)

- 脚本賞:
  - 『さよならゲーム』 - ロン・シェルトン

- 助演男優賞: 
  - アレック・ギネス - Little Dorrit

- 助演女優賞: 
  - ジュヌヴィエーヴ・ビジョルド - 『戦慄の絆』、『モダーンズ』